# Торхов Геннадій Федорович
Генна́дій Фе́дорович То́рхов (* 1937) — кандидат технічних наук, лауреат Державної премії УРСР (1980).

## З життєпису
Народився 1937 року. Станом на 1980 рік — кандидат технічних наук, старший науковий співробітник Інституту електрозварювання імені Є. О. Патона АН УРСР.
Лауреат Державної премії УРСР 1980 року — «Розробка основ, створення і впровадження у промисловість технології та обладнання для плазмодугової виплавки злитків сталей і сплавів із заготовок та некомпактної шихти» — у складі колективу: Асоянц Григорій Баградович, Григоренко Георгій Михайлович, Забарило Олег Семенович, Клюєв Михайло Маркович, Лакомський Віктор Йосипович, Прянишников Ігор Степанович, Чвертко Анатолій Іванович, Феофанов Лев Петрович (посмертно), Шехтер Семен Якович.
Серед патентів:
- «Спосіб пдп поверхневого шару зливків та заготовок жароміцних сталей та сплавів»; 1993, співавтори Латаш Юрій Вадимович, Ліхобаба Олексій Васильович, Стеценко Микола Васильович, Тагер Лев Рафаілович, Толстопятов Костянтин Сергійович, Фролов Леонід Валеріанович
- «Пристрій для вирощування монокристалів тугоплавких металів»; 2007, співавтори Гніздило Олександр Миколайович, Шаповалов Віктор Олександрович, Якуша Володимир Вікторович.